# Padrão de escrutínio estrito
No direito constitucional dos Estados Unidos, quando uma lei infringe um direito constitucional fundamental, o tribunal pode aplicar o padrão de escrutínio estrito. O escrutínio estrito considera a lei contestada como presumivelmente inválida, a menos que o governo possa demonstrar que a lei ou regulamento é necessário para alcançar um "interesse estatal imperioso". O governo também deve demonstrar que a lei é "estritamente adaptada" para atingir esse objetivo convincente e que usa os "meios menos restritivos" para atingir esse objetivo. O não cumprimento desse padrão resultará na declaração de inconstitucionalidade da lei.
O padrão é o mais alto e mais rigoroso padrão de revisão judicial e faz parte dos níveis de escrutínio judicial que os tribunais usam para determinar se um direito ou princípio constitucional deve ceder ao interesse do governo contra a observância do princípio. Os padrões menores são revisão de base racional e escrutínio exato ou intermediário. Esses padrões são aplicados a estatutos e ações governamentais em todos os níveis de governo nos Estados Unidos.